# Dimbo-Ottravads distrikt
Dimbo-Ottravads distrikt är ett distrikt i Tidaholms kommun och Västra Götalands län. 
Distriktet ligger sydväst om Tidaholm. 

## Tidigare administrativ tillhörighet
Distriktet inrättades 2016 och utgörs av socknarna Dimbo och Ottravad i Tidaholms kommun.
Området motsvarar den omfattning Dimbo-Ottravads församling hade 1999/2000 och fick 1992 när socknarnas församlingar slogs samman.